# Alkalmazott grafika
Az alkalmazott grafika gyűjtőnév alatt azon alkotásokat értjük, amelyek művészi igények kielégítésén túl konkrét és behatárolt gyakorlati funkcióval is rendelkeznek, ezért az iparművészet tárgykörébe tartoznak.
A reklámgrafikai tevékenységi kört magában foglaló plakátok, meghívók, oklevelek, valamint könyv-, lemez-, CD- és DVD-borítók, számolócédulák (1965-ig), reklámlapok, művészi hirdetések mellett ide sorolják az újság- és könyvillusztrációk, karikatúrák, rajzolt képregények készítését éppúgy, mint a cégek vizuális arculatának, logotípiáknak a tervezését, vagy a könyvművészet elemeit mint a tipográfiát, művészi kolofonok, kezdő és záró ábrák, rajzok készítését. Ide kapcsolódóan szokták emlegetni még a bankjegy-, a bélyeg-, kávécukor csomagolások-, és az oklevéltervezőket is, sőt az animációk, bábfilmek karakterkészítőit is, akik mind egy-egy szakosodott ágát képviselik az alkalmazott grafikának.
A művészek maguk között némi iróniával a „művészet kommandósai”-ként emlegetik magát a műfajt, hiszen a többnyire vizuálisan kevéssé képzett megrendelő, és a végeredményképpen legyártott, elkészített műalkotás között kell egészséges kompromisszumok között lavíroznia a művésznek, úgy, hogy a művészi igényesség ne sérüljön, ugyanakkor a vevő is elégedett legyen, ráadásul a kívánt funkciót is betöltse az elkészített műalkotás. Ez gyakran egy-egy megnyert (jobb esetben) csatával egyenértékű cselekedet – innen a kommandós kifejezés.
Az alkalmazott grafika nagy művészei közül sokan munkásságukkal kivívtak valamilyen szintű művészi függetlenséget, amelyet respektáltak, sőt elismertek abban a korban, amelyben alkottak.

## Története Magyarországon

### A kezdetektől
A műfaj a 19. század közepétől nyert erőteljesebben teret hazánkban, amelyre jótékony hatással bírt a különféle nyomdai eljárások elterjedése, úgymint a rézkarc vagy a kőnyomat, a többszínű kőnyomat készítése, később az offset eljárás fejlődése, a többszínnyomás tökéletesedése. Az 1800-as évek 20-as, 30-as éveiben, már készítettek kétlapos reklámcélú önálló szóróanyagot, ábrákkal (rézkarc), korábban elsősorban a könyvművészet terén mutatkozott meg a hazai alkalmazott grafika.
A Bach-korszak második felében jelentek meg a hazai kőnyomatkészítő „műintézetek”, elsősorban a hazai újságkiadás illusztrációinak kiszolgálása végett. A színes, többszínnyomásra is alkalmas eljárást akkoriban csak Bécsben ismerték mester szinten, így a korai színes alkalmazott grafikai nyomatok is Bécsben készültek, az ottani szakemberek igénybevételével. A kiegyezés utáni lapkiadási aranykorszak felvirágoztatta a pesti nyomdákat, és már átkerülhetett Pestre is a Bécsben használatos többszínnyomásos technológia. A kézzel kőre rajzolt, és kézzel színbontott, egymással tökéletes fedésbe hozott technika nagy munkafegyelmet, pontosságot és szakértelmet igényelt. Így is már az 1868-ban beinduló Borsszem Jankó című élclap hétről hétre színes címlappal jelenhetett meg.
Az alkalmazott grafika egy kissé már negédesnek ható, realisztikus stílusjegyeket vett át az akkor már virágkorát élő vizuális romantikából. Korai reklám-ábrázolások ennek jegyében művelődnek, gyönyörű nők, virtuóz módon megrajzolt leányok stb. formájában.
Az alkalmazott grafika akkor is és később is, és talán ma is, alapvetően két nagy ágra szakadt, úgy mint a vezető, és sokoldalúan képzett képzőművészek csoportjára, és a mindennapok sokaságát képviselő műértők, többnyire nyomdászokból előrukkolt rajzolni is tudó lelkesek, megélhetésért dolgozó tömegek csoportjára. Mondanunk sem kell, hogy a húzó, és irány szabó csoport a művészek képviselte kör, az határozza meg a korszakok stílusjegyeit, amelyek után „mint divat” kullog a grafikai műintézetekben dolgoztatott rajzolók többsége.
Első nagy virágkorát az alkalmazott grafika az 1885–1930 közötti időszakban élte hazánkban, amelyet a szecesszió, majd a Bauhaus grafikai elemeit felhasználó új szemléletű korszak váltott fel fokozatosan, főképp 1930-tól fogva. A kitűnő és virtuóz rajzolók sora határozta meg, és jelölte ki a 20. század elejének korát, úgy mint Faragó József és testvére, Géza, majd Bér Dezső, Bíró Mihály és a többiek.
A szecesszió pedig Szinyei, Kós Károly, Jaschik, Mühlbeck révén rövid idő alatt teret nyert az alkalmazott grafikában is, amely egy ideig keveredett a még régi realizmusra hajló, ún. rábeszélő megoldásokra, vagyis az áru kelleti magát, tökéletes valósághű ábrázolása révén. Aztán az első világháború alatt és után kialakuló art déco nyomta rá a bélyegét, amelyet itt Magyarországon hamar felváltott a Berlinből Európára áradó Bauhaus-féle minimal megfogalmazású, erőteljes kompozíciójú stílusirányzat.

### A Bauhaus rendezői elv időszaka
Ez a Bauhaus szemlélet, a konstruktivizmus, a minimal art stílus tükröződik az 1930-1948 közötti hazai alkotások élvonalában, amelyet a kialakuló új rend egy csapásra eltörölt. Az un. szocialista realizmus szakított a korábbi irányzatokkal, és a haladó vizuális ábrázolásokkal. Elsődlegessé vált a közérthetőség, a naturális ábrázolás, vagy ahogy kor meghatározó politikusa Kádár János miniszterelnök gyakran hangoztatta: „a bableves az legyen bableves” elmélet.
Mindenki, aki a konstruktivista, absztrakt, vagy az organikus absztrakt irányzatot képviselte műveivel, kikerült az érdeklődés homlokteréből, vagy éppen szilenciumban élt. Maga a reklám kerül „szégyenpadra”, mert a dolgozó nép fia, megtalálja (?) a boltban, ami kell, nem kell „ócska trükkökhöz” fordulnia, hogy felkeltsék az érdeklődését. (Cipőt a cipőboltból, játékot a Játék Kereskedelmi Boltokból.)
Maga a műfaj ekkoriban a kereskedelmi reklám felől inkább a kulturális, és politikai vonalra terelődött, és második virágkorát kezdte élni a könyv, az újságillusztráció és a művészi plakát. Viszont sok korábbi alkotóművész ekkor tűnt el a szemünk elől, mások alkalmazkodva az új rendhez, a művészet felé némi engedményt téve a túlélésre játszottak.
Az 1960-as évek elején már lehetővé vált, hogy „nyugati mintájú” alkalmazott grafikai elemekkel éljenek egyes művészek, aminek legfontosabb motivációja a politika számára a biztonság, mert nem lehet sandaságot sejteni egy könyvborító, vagy egy utcára kerülő november 7-ét éltető plakát újszerű stílusa mögött. Hivatalosan a szocreál ekkor, és ebben a műfajban kezdett leváltódni, amely átsugárzott idővel a képző-, és iparművészet egyéb ágaira is.

### Az alkalmazott grafika ma
1990-ben új időszak kezdődött, amelyben ismét a megrendelő lett az úr – igaz, ekkor már nem elsősorban politikai motiváltságú az alkalmazott grafika. Sőt a nyugati blokád alól felszabadított korszerű számítástechnikai berendezések elterjedésével a műfaj robbanásszerű változáson ment keresztül. A régi alkotókat, akik még „kézzel” készítették munkáikat a hagyományos eljárásokat alkalmazva, felváltották azok, akik gyorsan át tudnak állni az új, digitalizált világra. Ismét sokan tűntek el szemünk elől, a műfaj korábbi meghatározó személyiségeinek sora. És jönnek újak, sokan, sokféle, nem mindig a legigényesebb eljárásokat alkalmazva, nem mindig szem előtt tartva a művészi szempontokat.
Népszerű, és sokak által hozzáférhető programok biztosítanak vizuális standardokat, amelyek kapcsán a műfaj végképp leértékelődött. Az illusztrációkat felváltják a digitális fotók, a címlapokat már kis túlzással élve Photoshopban, akár maga az ügyfél is összerakhatja, és az alkalmazott grafika óriásai kerülnek a megélhetés szélére sodródva, miközben a vizuális kultúra igénytelensége maga-magát szárnyalja túl, vagy éppen múlja alul.
A kőnyomat mint eljárás végképp eltűnt, a rézkarc, mint technika elszigetelődik, jobbára az igazi művészet mentő szigetét képezve, a művészi szitanyomat kicsit erőre kap. A művészet keresi múzsáját, keresi önálló, és egyedi helyét az új sokszorosított, és digitalizált világban.
Ma elmondhatjuk, hogy az alkalmazott grafika reklám vonatkozású ágazata felzárkózott az európai trendekhez, jó színvonalon, de némiképp arctalanul, kevés önállósággal adaptálja a nagy multinacionális cégek európai kampányainak Magyarországra szánt vizuális megjelenéseit. Külföldi személyek, régiókban gondolkozva alkalmazzák – többnyire kívülről irányítva – piros-fehér-zöld színezettel és hazai „ízekre” igazítva az alkalmazott grafikai megjelenéseket. Egy-egy ARC-Plakát és Média megjelenés mutatja fel a jéghegy csúcsát, az alkalmazott grafikusok új nemzedékének kevés önálló megnyilvánulási térrel bíró seregét.
A könyvművészetet felváltotta a minél olcsóbb papírra nyomott, repríz kiadványok, vagy a standard tördeléssel elkészült, rendszeresen rosszul tipografált (szemnek nem jó betűtípus…stb) …mert a program, a számítógép ilyet ad ki – könyvek sora, mint a szélsőség egyik fele, illetve, az exkluzív kiadványok igényesen tördelt, gazdag képanyaggal bíró, de néha még a nyugat-európai árnál is magasabb árú könyvek állanak a szélsőség másik felén. (A vevő rendszerint középütt…)
A tipográfia, a logotípia, és cégarculati grafikák igényessége megfelel az európai követelményeknek. A létrejövő új alkalmazott grafikai elemek, mint például a webtervezés, a webhirdetések, az animált média követi a kor elvárásait, bár a megrendelői oldalról még az igények nagyon újak.
A 3D grafika művészi színvonalairól kevéssé beszélhetünk összefoglaló jelleggel, hiszen a technika még keresi kifejezéseit, jobbára a mérnöki tevékenységhez kötődik, vagy a mozgó animációhoz, esetlegesen a fényképet váltja ki, ott ahol, a fényképezés mozgástere véget ér. Önálló művészetként, mondanivaló, gondolatok, bizonyos allegóriák hordozására kevéssé használatos, az egyediből az általános felé haladó művészi úton a 3D technológia felmutatni újat nem tudott, minden érdekessége mellett is, a beépített standard-felületkezelés, színezés, háromszögelési képfeltöltés korlátai miatt.
Bebizonyosodott, hogy az individuum szerepe a művészi alkalmazott grafikában a jövőben sem lesz nélkülözhető, legyenek is bármilyen összetett alkalmazások, azok megmaradnak az eszközök szintjén, színesíthetik életünket, és környezeti kultúránkat, mindennapjainkat, terelhetik figyelmünket bármilyen célból is, a grafika, az alkalmazott grafika megmarad eredeti és behatárolt zónájában.